# Flugplatz Schweinfurt-Süd

i7
i11
i13
Der Flugplatz Schweinfurt-Süd (ICAO-Code: EDFS) ist ein Sonderlandeplatz südlich der unterfränkischen Stadt Schweinfurt. Er wird von dem Aeroclub Schweinfurt e. V. betrieben.

## Geografie
Der Flugplatz liegt vier Kilometer südlich des historischen Ortskernes von Schweinfurt auf dem Gebiet der Gemeinde Gochsheim am Flurstück Hetzberg auf einer Höhe von 208 bis 211 m ü. NN. 
Naturräumlich befindet er sich im nordöstlichen Maindreieck. Weiter nordöstlich steigt das Gelände zu den Hassbergen hin auf und südöstlich zum Steigerwald.

## Geschichte
Kurz nach der Aufhebung des Flugverbotes durch die Alliierten wurde 1950 der Aeroclub Schweinfurt e. V. gegründet. Geflogen wurde zunächst auf dem Flugplatz Geldersheim, auf den Mainwiesen bei Schonungen und verschiedenen anderen Flugplätzen in der Umgebung. In den 1960er Jahren wurde das heutige Fluggelände erschlossen und ausgebaut. Es entstanden eine Flugzeughalle mit Vereinsheim, ein Flugleiterturm und eine weitere Flugzeug- und Gerätehalle.

## Flugplatz und Ausstattung
Der Flugplatz ist ein Sonderlandeplatz für Luftfahrzeuge aller Art bis 2000 kg Höchstabfluggewicht (MTOW), Hubschrauber bis 5700 kg und hat keine geregelten Betriebszeiten. Eine Landung ist nur nach vorheriger Anmeldung möglich (PPR). Der Platz führt den ICAO-Code EDFS.
Es bestehen ein Wirtschafts- und Werkstattgebäude mit einem Tower (Frequenz 119,980 MHz), ein Hangar und das bewirtschaftete Vereinsheim sowie eine Tankmöglichkeit. Es gibt eine Windenstarteinrichtung und auch ein Schleppflugzeug steht zur Verfügung.

## Zwischenfälle
- Am 28. Juli 2001 stürzte ein Segelflugzeug vom Typ Schempp-Hirth Janus-B beim Landeanflug in einem benachbarten Waldgebiet ab. Der Pilot wurde hierbei tödlich verletzt und das Fluggerät stark beschädigt.[3]:10
- Am 11. Mai 2003 verunglückte ein Motorsegler Schempp-Hirth Ventus bei einem Fehlstart, wobei der Pilot schwer verletzt und das Fluggerät zerstört wurden.[4]:7

## Verkehr
Der Flugplatz ist über Gemeindestraßen von der Staatsstraße St 2271 aus zu erreichen. Diese verbindet ihn mit der westlich verlaufenden Bundesstraße 286, die nördlich zu der Bundesautobahn 70 führt.
Der ÖPNV bedient den Flugplatz nicht direkt, jedoch können in Gochsheim mehrere OVF-Buslinien genutzt werden.